# 1958. december 15-i konzisztórium
Az 1958. december 15-i konzisztóriumot XXIII. János pápa hívta össze november 17-én. Összesen 23 új bíborost kreált.
| Nº                     | Ország                    | Név                                            | Életkor                | Hivatal                                                          |
| Pápaválasztó bíborosok | Pápaválasztó bíborosok    | Pápaválasztó bíborosok                         | Pápaválasztó bíborosok | Pápaválasztó bíborosok                                           |
| ---------------------- | ------------------------- | ---------------------------------------------- | ---------------------- | ---------------------------------------------------------------- |
| 1                      | Olaszország               | Giovanni Battista Enrico Antonio Maria Montini | 61                     | a Milánói főegyházmegye érseke                                   |
| 2                      | Olaszország               | Giovanni Urbani                                | 58                     | a Velencei patriarkátus pátriárkája                              |
| 3                      | Olaszország               | Paolo Giobbe                                   | 78                     | Hollandia apostoli internunciusa                                 |
| 4                      | Olaszország               | Giuseppe Fietta                                | 75                     | Olaszország apostoli nunciusa                                    |
| 5                      | Olaszország               | Fernando Cento                                 | 75                     | Portugália apostoli nunciusa                                     |
| 6                      | Olaszország               | Carlo Chiarlo                                  | 77                     | az Államtitkárság tisztviselője                                  |
| 7                      | Olaszország               | Amleto Giovanni Cicognani                      | 75                     | az Amerikai Egyesült Államok apostoli delegátusa                 |
| 8                      | Mexikó                    | José Garibi y Rivera                           | 69                     | a Guadalajarai főegyházmegye érseke                              |
| 9                      | Uruguay                   | Antonio María (Alfredo) Barbieri O.F.M. Cap.   | 66                     | a Montevideói főegyházmegye érseke                               |
| 10                     | Egyesült Királyság        | William Godfrey                                | 69                     | a Westminsteri főegyházmegye érseke                              |
| 11                     | Olaszország               | Carlo Confalonieri                             | 65                     | a Szemináriumok és Egyetemek Kongregációja titkára               |
| 12                     | Amerikai Egyesült Államok | Richard James Cushing                          | 63                     | a Bostoni főegyházmegye érseke                                   |
| 13                     | Olaszország               | Alfonso Castaldo                               | 68                     | a Nápolyi főegyházmegye érseke és a Pozzuoli egyházmegye püspöke |
| 14                     | Franciaország             | Paul-Marie-Alexandre Richaud                   | 71                     | a Bordeaux-i főegyházmegye érseke                                |
| 15                     | Amerikai Egyesült Államok | John Francis O’Hara C.S.C.                     | 70                     | a Philadelphiai főegyházmegye érseke                             |
| 16                     | Spanyolország             | José María Bueno y Monreal                     | 54                     | a Sevillai főegyházmegye érseke                                  |
| 17                     | Ausztria                  | Franz König                                    | 53                     | a Bécsi főegyházmegye érseke                                     |
| 18                     | Németország               | Julius August Döpfner                          | 45                     | a Berlini egyházmegye püspöke                                    |
| 19                     | Olaszország               | Domenico Tardini                               | 70                     | az Államtitkárság államtitkára                                   |
| 20                     | Olaszország               | Alberto di Jorio                               | 74                     | a Római egyházmegye áldozópapja                                  |
| 21                     | Olaszország               | Francesco Bracci                               | 79                     | a Szentségi Fegyelmi Kongregáció titkára                         |
| 22                     | Olaszország               | Francesco Roberti                              | 69                     | a Zsinati Kongregáció titkára                                    |
| 23                     | Franciaország             | André-Damien-Ferdinand Jullien                 | 76                     | a Rota Romana dékánja                                            |